# 外堀通り (大分市)
外堀通り（そとぼりどおり）は、大分県大分市中心部の中央通りから東方へ延びて、大分川付近に至る通りである。正式名称は大分市道府内金池線。都市計画道路としての名称は外堀西尾線。

## 概説
かつて府内城の外堀があった場所に造られた通りである。また、かつては国道10号であったが、1975年（昭和50年）に金池バイパスが開通したことにより、市道に指定替えされた。
大分市の目抜き通りである中央通りの大分駅前付近（中央通り南交差点）から東側へ延び、途中の大手町1丁目交差点で遊歩公園通り（大手通り、都市計画道路県庁前古国府線）と交差する。また、中心市街（遊歩公園通りから西側）では旧大分パルコ、コンパルホール、九州電力大分支社、大分バス金池ターミナルがこの通りに面し、遊歩公園通りから東側では大分市立金池小学校、大分市立長浜小学校、大分地方気象台がこの通りの近隣に所在する。
2013年（平成25年）9月には、大分駅周辺総合整備事業に伴い、旧パルコ前の外堀通りを一方通行にして、中央通りへ進入できなくすることが計画されたが、地元商業関係者等の反対を受け、延期された。

## 沿革
- 1878年（明治11年）9月 - 熊本地方裁判所大分支庁（後の大分始審裁判所、大分地方裁判所）が外堀通りに庁舎を新築移転[8]
- 1886年（明治19年） - 大分始審裁判所新庁舎完成[9]。
- 1891年（明治24年） - 府内城の堀が埋め立てられる[9]。
- 1916年（大正5年） - 九州水力電気（後の九州電力）が支店を新築[9]。
- 1945年（昭和20年）7月 - 大分空襲により大分地方裁判所庁舎等が焼失（大分地方裁判所は大分県立盲唖学校校舎を仮庁舎とした後、1949年（昭和24年）に荷揚町に移転）[8]。
- 1975年（昭和50年） - 国道10号の金池バイパスが開通。